# Šilalė
Šilalė es una ciudad de Lituania, capital del distrito-municipio homónimo en la provincia de Tauragė. Dentro del municipio, la ciudad forma por sí sola una seniūnija, y es asimismo la sede administrativa de las vecinas seniūnija de Šilalė Rural y seniūnija de Traksėdis sin formar parte de ellas.
En 2011, la ciudad tenía una población de 5492 habitantes.
Se ubica unos 25 km al norte de la capital provincial Tauragė.

## Historia
Originalmente el topónimo hacía referencia a una zona de aldeas habitada por samogitios, cuya existencia como asentamiento se conoce en documentos desde el siglo XVI. En 1522 recibió derechos de mercado y en 1533 se construyó su primera iglesia. En la segunda mitad del siglo XVII, sufrió graves daños como consecuencia de la invasión sueca, hasta quedar reducida a una aldea de unas veinte casas. En los siglos XVIII-XIX, el pueblo perteneció a la familia noble Pilsudski, que lo desarrolló notablemente, recuperando los derechos de mercado desde 1744. En la primera mitad del siglo XX, la mitad de los habitantes eran judíos, pero casi todos los judíos locales fueron asesinados por los invasores alemanes en 1941. La RSS de Lituania declaró a Šilalė capital distrital en 1950 y ciudad en 1952. En 1988 tuvo lugar aquí uno de los primeros mítines del Sąjūdis.